# 命どぅ宝
命どぅ宝（沖縄語: ぬちどぅたから）は、沖縄語で「命こそ宝」という意味。
沖縄県出身の画家で作家の山里永吉（1902年-1989年）が1932年（昭和7年）に書いた戯曲『那覇四町昔気質』が原典とされ、同戯曲の幕切れに琉球処分で東京移住を命じられた尚泰王が「いくさ世（ゆ）もしまち みろく世（ゆ）もやがて 嘆（なじ）くなよ臣下（しんか） 命（ぬち）どぅ宝」（争いの世が終わり、やがて弥勒仏の世が訪れる。臣よ嘆かないでくれ、命あっての物種だ。）という琉歌を詠む台詞がある。この琉歌の作者は同戯曲を書いた山里永吉とも、同戯曲の舞台で尚泰王を演じていた俳優の伊良波尹吉とも言われている。
沖縄戦で集団自決から「命どぅ宝」という言葉や考えで生き残ったという証言がある。「生きかりるーうぇーかや、生ちちゅしやさ」（生きられる間は生きるべきだ）」という「命どぅ宝」の思想が表れた言葉で、渡嘉敷島の集団自決から生き残ったという証言もある。住民の目線から語られる沖縄戦の教訓の原点が「命どぅ宝」である。
沖縄戦を舞台とした「命どぅ宝 ― 響け平和の鐘」と題する反戦劇は、戦争を訴える演劇として中学校の文化祭などをはじめ県内さまざまな場所で演じられている。